# Форестеле (Салерно)
Форестеле је насеље у Италији у округу Салерно, региону Кампанија.
Према процени из 2011. у насељу је живело 25 становника. Насеље се налази на надморској висини од 72 м.